# Udomporn Polsak
Udomporn Polsak, (thai:อุดมพร พลศักดิ์)  född 6 oktober 1981 i Nakhon Ratchasima i Thailand, är en thailändsk före detta tyngdlyftare. Hon vann silvermedaljer vid Juniorvärldsmästerskapen 1998 och 1999. Polsak vann en silvermedalj i Asiatiska spelen 2002, och en bronsmedalj vid VM i Warszawa samma år.
Året därefter tog hon en guldmedalj i VM i Vancouver, där hon lyfte 100 kilo i ryck och 222,5 kilo totalt. I olympiska sommarspelen 2004 i Aten blev Udomporn Polsak första thailändska kvinna att vinna en olympisk guldmedalj, när hon vann tyngdlyftningens 53-kilosklass.
Hon var fackelbärare när Sydostasiatiska spelen arrangerades i hemstaden Nakhon Ratchasima 2007.